# Nick Ffrost
Nicholas „Nick“ David Ffrost (* 14. August 1986 in Mackay, Queensland) ist ein ehemaliger australischer Schwimmer. Er erhielt 2008 eine olympische Bronzemedaille. Bei Weltmeisterschaften auf der 50-Meter-Bahn erschwamm er je eine Silber- und Bronzemedaille, auf der 25-Meter-Bahn erkämpfte er einmal Silber.

## Sportliche Karriere
Der 1,74 Meter große Nick Ffrost schwamm für den Southport Olympic Swimming Club. Er besuchte das St Patrick's College in Mackay und studierte später an der Griffith University in Brisbane.
Ffrost trat 2004 erstmals im Weltcup an. Im März 2006 bei den Commonwealth Games in Melbourne wurde Ffrost Achter über 200 Meter Freistil. Die 4-mal-200-Meter-Freistilstaffel mit Nick Ffrost, Joshua Krogh, Andrew Mewing und Kenrick Monk wurde Dritte hinter den Staffeln aus England und aus Schottland. Im April bei den Kurzbahnweltmeisterschaften in Shanghai wurde Ffrost ebenfalls Achter über 200 Meter Freistil. Die italienische 4-mal-200-Meter-Freistilstaffel siegte mit fünf Sekunden Vorsprung vor den Australiern mit Andrew Mewing, Louis Paul, Grant Brits und Nick Ffrost, die ihrerseits das Ziel 0,18 Sekunden vor dem Quartett aus den Vereinigten Staaten erreichte. Bei den Pan Pacific Championships in Victoria wurde Ffrost ein weiteres Mal Achter über 200 Meter Freistil. Leith Brodie, Andrew Mewing, Nick Ffrost und Kenrick Monk erschwammen Bronze in der 4-mal-200-Meter-Staffel hinter den Quartetten aus den Vereinigten Staaten und aus Kanada.
2007 bei den Weltmeisterschaften in Melbourne siegte die 4-mal-200-Meter-Freistilstaffel aus den Vereinigten Staaten in Weltrekordzeit mit fast sieben Sekunden Vorsprung vor Patrick Murphy, Andrew Mewing, Grant Brits und Kenrick Monk. 0,65 Sekunden nach den Australiern schlugen die Kanadier als Dritte an. Bei den Olympischen Spielen 2008 in Peking erreichte die 4-mal-200-Meter-Freistilstaffel mit Nick Ffrost, Grant Brits, Kirk Palmer und Leith Brodie den Finaleinzug mit der fünftschnellsten Vorlaufzeit. Im Endlauf schwammen Patrick Murphy, Grant Hackett, Grant Brits und Nick Ffrost über drei Sekunden schneller als ihre Kollegen im Vorlauf und wurden Dritte hinter dem US-Quartett und den Russen. Im Jahr darauf bei den Weltmeisterschaften in Rom erreichte die 4-mal-200-Meter-Freistilstaffel das Finale mit der drittbesten Vorlaufzeit in der Besetzung Nick Ffrost, Bobby Hurley, Kirk Palmer und Tommaso D’Orsogna. Im Endlauf schwammen Kenrick Monk, Bobby Hurley, Tommaso D’Orsogna und Patrick Murphy in 7:01,65 Minuten neuen Ozeanienrekord und wurden Dritte hinter den Staffeln aus den Vereinigten Staaten und den Russen.
2010 nahm Ffrost an den Pan Pacific Championships in Irvine teil. Er wurde Achter über 200 Meter Freistil. Die 4-mal-200-Meter-Freistilstaffel mit Thomas Fraser-Holmes, Nick Ffrost, Kenrick Monk und Leith Brodie belegte den dritten Platz mit 0,04 Sekunden Rückstand auf die Japaner. Anderthalb Monate später bei den Commonwealth Games in Neu-Delhi erreichte Ffrost nicht den Endlauf über 200 Meter Freistil. Die 4-mal-200-Meter-Freistilstaffel mit Thomas Fraser-Holmes, Nick Ffrost, Ryan Napoleon und Kenrick Monk siegte mit über dreieinhalb Sekunden Vorsprung auf die schottische Staffel. 2011 nahm Ffrost an der Universiade in Shenzhen teil. Mit der australischen 4-mal-100-Meter-Freistilstaffel belegte Ffrost den fünften Platz mit 0,11 Sekunden Rückstand auf die viertplatzierten Italiener. In der 4-mal-200-Meter-Freistilstaffel siegte das US-Quartett vor den Japanern und den Australiern.